# Égypte nilotique et méditerranéenne
Égypte nilotique et méditerranéenne (en abrégé ENiM) est une revue numérique et scientifique fondée en 2008 par l'équipe « Égypte nilotique et méditerranéenne » de l’unité mixte de recherche (UMR) 5140, « Archéologie des sociétés méditerranéennes » en convention avec le CNRS et basée à l'Institut d'égyptologie François-Daumas de l'université Paul-Valéry Montpellier 3.
Les auteurs, issus de la communauté égyptologique française et mondiale, consacrent leurs écrits à tous les aspects de l'Égypte antique depuis la période prédynastique jusqu'à l'époque copte. Au cours de l'année, le périodique édite gratuitement sur internet l'ensemble des articles puis met en vente un volume papier à la fin de chaque année civile.